# 島田佳奈
島田 佳奈（しまだ かな、Kana Shimada, 1969年〈昭和44年〉4月3日 - ）は、日本の作家、女豹ライター、コラムニスト、エッセイスト、All About恋愛ガイド、タレントである。東京都出身。跡見学園女子大学短期大学部生活芸術科中退。血液型B型。

## 人物・来歴
モデル、OL、キャバクラ嬢、バイヤー、広告代理店勤務などを経て作家に転身。
2005年よりライター活動開始。ケータイ小説『ラブ★キャッチャー（2006年）』が処女作となった。
奔放な恋愛経験と独自の恋愛観が定評。現在は執筆だけでなく、各種メディアにてトークや監修など活動の幅を広げている。
これまで取材対象のみ限定で行っていた恋愛相談も、2012年より正式に行っている。
別ペンネームの栗 かのこでは、官能小説家としての一面も。

## 活動実績

### 執筆活動
得意ジャンルは、恋愛・女性の生き方全般・性・風俗史など。中でも不倫・三角関係といった“王道以外の恋愛”に造詣が深い。
恋愛小説や恋愛シミュレーションゲームのシナリオなど、さまざまな筆致で恋愛を書く。

### 芸能活動
2005年頃からあっ!とおどろく放送局等のインターネットTVを中心に出演。2008年頃から地上波の番組にも出演。

### 恋愛相談
BASE経由にて、対面セッションを受け付けている。

### 主張
アイデンティティーは“自由”と“自己責任”。
「女豹＝積極的・ポジティブで自立した女性」の生き方を支持。

## 執筆実績

### 著書（紙書籍）
- 『腐らず、枯れず、咲き誇れ！アラフォー独女の生きる道』（双葉社刊・2014年）
- 『人のオトコを奪（と）る方法〜自己責任恋愛論〜』（だいわ文庫／大和書房刊・2009年）
- 『「アブナイ恋」を「運命の恋」に変える！』（モバイルメディアリサーチ刊・2009年）
- 『運がよくなるお引越し』（中経出版刊・2008年）
- 『女豹本！〜狙ったオトコを必ず射止める60のテク〜』（ベストセラーズ刊・2008年）
- 『コントラスト〜あなたしか愛せない〜』（竹書房刊・2008年）
- 『人のオトコを奪（と）る方法〜自己責任恋愛論〜』（大和書房刊・2007年）※4刷。

### 著書（電子書籍）
- 『腐らず、枯れず、咲き誇れ！アラフォー独女の生きる道』（双葉社刊・2014年）
- 『島田佳奈のハンター的恋愛術』全4巻（マイナビ刊・2013年）
- 『人のオトコを奪る方法』（大和書房刊・2013年）
- 『復縁成功率100%』（総合企画刊・2013年）
- 『元カノ〜復縁の秘技〜』（総合企画刊・2012年）
- 『元カレ〜復縁の奥義〜』（総合企画刊・2012年）
- 『キス番長〜女を惚れさせる30のリップマジック〜』（総合企画刊・2012年）
- 『サイダーの好きな猫』『子宮の記憶』『モトカノ』（ソニー・デジタルエンタテインメント刊・2011年）
- 『シブコイ。〜渋谷で恋をした頃〜』（ICHIE刊・2011年）
- 『爪先から舐めて』全6巻（総合企画刊・2011年）
- 『青い果実が熟れた頃』全5巻（総合企画刊・2011年）
- 『脱・セックスレス！〜ずっと愛される秘密のテク〜』全2巻（KMP刊・2009年）
- 『「アブナイ恋」を「運命の恋」に変える！』（日販コンピュータテクノロジイ刊・2009年）
- 『同棲のオキテ』『Hのオキテ』『不倫のオキテ』『略奪のオキテ』（モバイルメディアリサーチ刊・2008年）
- 『ルームシェア』全2巻（チーコチーカ刊・2008年）
- 『SAMURAIガール』全4巻（モバイルメディアリサーチ刊・2007年）
- 『ラブ★キャッチャー』全2巻（モバイルメディアリサーチ刊・2007年）

### 連載
- 【100シーンの恋＋オトナ】『あなたのオモチャになりたいの』（ボルテージ・2019年 - 連載中）
- 【citrus】コラム（オールアバウト・2019年 - 連載中）
- 『愛人節税』（幻冬舎ゴールドオンライン・2018年
- 『男好き半世紀（反省記）』（note・2018年 - 連載中）
- 『熟女はつらいよ！？』（note・2017年 - 連載中）
- 『恋愛アカデミー』（Lily-Jay・2017年）
- 『バラ色、ときどきイバラ道』（カフェグローブ・2017年）
- 『大人の恋愛リハビリ講座』（カフェグローブ・2016年 - 2017年）
- 『イケアラフォーと痛アラフォー』（All About・2015年 - 2017年）
- 【ママニティ】公開恋愛相談「夜のママニティ」（2015年）
- 『現代恋愛図鑑』（GLAM・2015年 - 2017年）
- 【Geekroid】エンジニアコラム（マイナビエージェント・2013年）
- 『眠れぬ夜の処方箋』（moet moet・2013年）
- 『となりの桃尻』（スカパー！アダルト・2013年）
- 『草食女子のための恋愛筋トレ作戦！』（シティリビング大阪版・2013年 - 2014年）
- 【ハウコレ】恋愛コラム（ハウコレ・2013年 - 連載中）
- 『ずばりイクわよ！』（ZuQuuuuun!・2013年）
- 『恋愛白書』（nifty恋愛結婚・2011年 - 2014年）
- 『TOYに恋して』（Beauty Queen・2011年 - 2012年）※ペンネーム：栗かのこ
- 『モトカノ』（ヒトコト・2011年）
- 『青い果実が熟れた頃』（スポーツニッポン・2010年）※ペンネーム：栗かのこ
- 『サイダーの好きな猫』（全力書店・2010年）
- 【All About恋愛】ガイドコラム（All About・2010年 - 連載中）
- 『ドンキに恋して』（ドンキプレス・2010年）
- 『愛のお引越し大作戦』]（引越し比較.jp・2009年 - 2010年）
- 『ロシアンルーレット』（100シーンの恋・2009年）
- 『デートは○を使え！』（夜デートスペシャルなび・2009年）
- 『子宮の記憶』（全力書店・2008年 - 2009年）
- 『爪先から舐めて。』（DVDヨロシク！・2008年 - 2009年）※ペンネーム：栗かのこ
- 『恋愛カフェ』（『恋空』モバイル公式サイト・2008年）
- 『蒼い媚薬』（100シーンの恋・2008年）
- 『ラブ・クエスト』（夜デートスペシャルなび／＠カップルズ・2008年 - 2009年）
- 『コントラスト』（100シーンの恋・2007年）
- 『ルームシェア』（ブックスレジモ・2007年）
- 『冷やし中華始めました。』『ボジョレー・ヌーヴォー』『クリスマス撲滅委員会』『チェリーブラッサム』 （＠カップルズ／夜デートスペシャルなび・2007年 - 2008年）
- 『必見！社会人の恋愛事情』（excite 社会人見学・2007年）
- 『チャレンジ企画“カラダ張ります”〜くびれ編〜』（いまよむマガジン・2007年）
- 『Lover's Cafe』（コミュニティカフェ「Agenda」・2007年）
- 『SAMURAIガール』（ポケットマガジンPOP・2006年 - 2007年）
- 『愛さえあれば、いいのよ。〜外道的恋愛成功法〜』（メールマガジン・2006年 - 2008年）
- 『太陽の恋・月の恋』（REINA・2006年）
- 『ラブ★キャッチャー』（ポケットマガジンPOP・2006年）
- 『ぷちえろ。』『色気よりエロ気！』『フェチになろう』 （メールマガジン【裸の部活動♪】・2005年 - 2006年）※ペンネーム：栗かのこ
- 『愛がなきゃ生きていけない』（メールマガジン・2002年 - 連載中）

### その他
- ゲームシナリオおよび監修
  - 『私の彼は超新星』「SUPERNOVA TRAVEL」編（2012年）※ゴニルのみ
  - 『私の彼は超新星』「CLUB SUPERNOVA」編（2012年）※ゴニルのみ
  - 『社内恋愛ヒミツの恋』番外編（2010年）※一部
  - 『社内恋愛ヒミツの恋』本編（2010年）※一部
  - 『恋人は御曹司』（2009年）※一部

## メディア登場実績

### テレビ・ラジオ番組
- 「DDTの木曜The NIGHT #48」（ABEMA SPECIAL・2019年）
- 「ブラマヨ小杉 2回目の愛人オーディション!!」（ABEMA SPECIAL2・2017年）
- 「夜桜亭日記」（チャンネル桜・2017年）
- 「バラいろダンディ」（TOKYO MX・2016年）※フリップ出演
- 「The BAY☆LINE」（bayfm・2016年）
- 「ブラマヨ小杉の愛人オーディション!!」（ABEMA SPECIAL・2016年）
- 「5時に夢中!」（東京メトロポリタンテレビジョン・2016年）
- 「雨上がりの「Aさんの話」〜事情通に聞きました!〜」（朝日放送・2016年）
- 「志の輔ラジオ 落語DEデート」（文化放送・2016年）
- 「5時に夢中!」（TOKYO MX・2016年）
- 「独身男子アラフォーくん」（FM自由が丘放送局・2016年）
- 「みっともない恋の話をしよう」（かつしかFM・2015年）
- 「土曜の午後は♪ ヒゲとノブコのWEEKEND JUKEBOX」（文化放送・2015年）
- 「荒牧佳代の恋愛ラボラトリー」（Shibuya Cross-FM・2015年）
- 「夜活・おつかれさま！」（FM自由が丘放送局・2015年）
- 「まりまり＆ホタルの夢見る頃は過ぎたけどさ」（FM熱海湯河原・2015年）
- 「5時に夢中!」（TOKYO MX・2015年）
- 「ワイド!スクランブル」（テレビ朝日・2015年）※フリップ出演
- 「LinQの顔と名前だけでも！」＃5（スカパー!プレミアムサービス・2015年）
- 「まりまり＆ホタルの夢見る頃は過ぎたけどさ」（FM熱海湯河原・2014年）
- 「土曜特番 くりぃむしちゅーのヒューマンルーレット」（日本テレビ・2014年）※ひな壇エキストラ
- 「GOLD RUSH」（J-WAVE・2014年）
- 「GIRIGIRIアウト！しばらくお待ちください」（NOTTV・2013年）
- 「映画『つやのよる』公開記念特番『前日のよる』」（ニコニコ生放送・2013年）
- 「ニッポン・ダンディ」（TOKYO MX・2012年）
- 「5時に夢中!」（TOKYO MX・2012年）
- 「バナナマンのブログ刑事」（東海テレビ・2012年）
- 「ナマ・イキVOICE」（鹿児島テレビ・2012年）
- 「女子会.COM」（ラジオ関西・2011年）
- 「RADIPEDIA」（J-WAVE・2011年）
- 「BE HAPPY!!」（J-WAVE・2011年）
- 「スッキリ!!」（日本テレビ・2011年）※フリップ出演
- 「ニュースEX」（テレビ朝日／EZニュースEX・2011年）
- 「大人の愚問」（ラジオ日本・2011年）
- 「イチオシ！」（TBSテレビ・2011年）[要検証 – ノート]
- 「情報プレゼンター とくダネ!」（フジテレビ・2011年）※フリップ出演
- 「ホンマでっか!?TV」（フジテレビ・2010年）
- 「アリなし〜アリケン★ゴールデンスタジアム〜」（テレビ東京・2010年）
- ニコニコ動画「女豹ライター・島田佳奈に聞く『キャリアと恋愛とバブル』」（ニコニコ動画・2010年）
- 「（ブサイク）男がたまには、恋の話でもしようか。」（あっ!とおどろく放送局・2010年）
- 「ズームイン!!サタデー」（日本テレビ・2009年）
- 「たけしのニッポンのミカタ!」（テレビ東京・2009年）
- 「U・LA・LA」（TOKYO MX・2009年）
- 「バスで恋して」（テレビ神奈川／テレビ埼玉・2008年）
- 「出たい！作りたい！局員大集合!!【あっ！と楽しむ】」（あっ!とおどろく放送局・2008年）
- 「ちまのニコパラ」（中野アドレス・2008年）
- 「オトナの恋愛相談」（casTY ひかり荘・2007年）
- 「昼からメールバトル」（あっ!とおどろく放送局・2007年）
- 「おねえさんにおまかせ」（あっ!とおどろく放送局・2005年）
- 「ラブ・プラクティス」（あっ!とおどろく放送局・2005年）

### その他
- 「女豹の寄席ごっこ。」（at お江戸両国亭・2016年）※夫婦漫才（with 東生亭世楽）と漫談の2席出演
- 「隠れずぼら度Check」監修（メイベリン・2015年）
- 映画『つやのよる』Facebookアプリ「艶女診断」監修（2013年）
- 「よるドラ診断」監修（日産ドライブナビ・2011年）
- 「よるドラキャンペーン」制作協力および監修（日産自動車・2011年）
- iPhoneアプリ「カレログメール」プロデュース（2011年）
- トークショー、ゲストスピーカー
  - MASHING UP「大人の恋愛講座」（at トランクホテル・2018年）
  - カフェグローブサロン「40代からの恋愛」（at For you Studio・2017年）
  - ドランクアカデミーフェス（DAF、DAF2、DAF3）（at BASEMENT MONSTAR・2015 - 2016年）
  - 映画「私の恋活ダイアリー」上映後トークイベント（at ヒューマントラストシネマ有楽町・2015年）
  - 映画「さまよう小指」イベント（at B&B書店・2014年）
  - 映画「受難」女子限定（およびメディア向け）試写会（at 都内某所・2013年）※MCとして出演
  - ネスレ「クリーミー系トークショー」（at ネスレカフェ原宿・2011年）
  - Live Wire「こんな時だから、恋を自粛しない生き方」（at 新宿CLUB EXIT・2011年）
  - サンケイリビング新聞社「シティ スマートフォン部」第4回（at ドコモ・スマートフォンラウンジ・2011年）
  - ドン・キホーテ開店記念トークショー（ドン・キホーテ浦和原山店・2010年）
  - フランス映画祭『旅立ち』カトリーヌコルシニ監督と対談（at TOHOシネマズ 六本木ヒルズ・2010年）
  - 「西麻布サロン第10回交流会」赤羽建美と対談（at 西麻布サロンスペース・2007年）
- 音声ブック「裸の課外授業」構成および出演（2009年）
- 「小説の王子新人賞」審査員（2009年）
- Podcasting『ラブリバ♂⇔♀』清原花音編朗読（2007年）